# Cadre-47/2-Europameisterschaft 2008

Logo CEB (ausrichtender Verband)

Veranstaltungsort: Athen

Die Cadre-47/2-Europameisterschaft 2008 war das 62. Turnier in dieser Disziplin des Karambolagebillards und fand vom 3. bis zum 9. März 2008 in der griechischen Hauptstadt Athen statt. Es war die zweite Cadre-47/2-Europameisterschaft in Griechenland.

## Geschichte
Erstmals seit 1991, als Fonsy Grethen seinen Titel verteidigen konnte, schaffte es diesmal Pierre Soumagne. Damals war Grethen der jüngste Titelverteidiger. Jetzt Soumagne. Der dritte Platz ging an Henri Tilleman und Esteve Mata. Das Highlight dieser Meisterschaft war aber die Partie zwischen Thomas Nockemann und Peter Volleberg. Nachdem Nockemann die Partie beendet hatte, schaffte Volleberg im Nachstoß mit 140 Punkten noch das Unentschieden. Jetzt begann das Drama. Nockemann gewann das Ausstoßen und ließ Volleberg beginnen. Dieser erzielte viermal die geforderten 30 Punkte. Nockemann glich viermal mit 30 Punkten aus. Erst in der fünften Verlängerung verpasste Volleberg den Anfangsball und Nockemann erzielte zum fünften Mal die 30 Punkte und war im Viertelfinale.

## Modus
Gespielt wurde eine Vorqualifikation und eine Hauptqualifikation bis 200 Punkte. In der qualifizierten sich die sieben Gruppensieger für das Hauptturnier. Es wurden acht Gruppen à vier Spieler gebildet. Hier wurde bis 250 Punkte gespielt. Die Gruppensieger qualifizierten sich für die KO-Runde in der 24 Spieler nach Rangliste und der Titelverteidiger gesetzt waren. Hier wurde bis 300 Punkte gespielt. Platz drei wurde nicht ausgespielt.
Die Qualifikationsgruppen wurden nach Rangliste gesetzt. Es gab außer dem Titelverteidiger keine gesetzten Spieler mehr für das Hauptturnier.
1. MP = Matchpunkte
2. GD = Generaldurchschnitt
3. HS = Höchstserie

## Qualifikation

### Vor-Qualifikation
| MP    | Match Points (Sieger = 2; Unentschieden = 1; Verlierer = 0) |
| Pkte. | Erzielte Karambolagen                                       |
| Aufn. | Benötigte Versuche                                          |
| GD    | Generaldurchschnitt                                         |
| BED   | Bester Einzeldurchschnitt eines Spielers                    |
| HS    | Höchstserie                                                 |
|       | Bester GD des Turniers                                      |
|       | Bester ED des Turniers                                      |
|       | Beste HS des Turniers                                       |
|       | 1. Platz (Gold)                                             |
|       | 2. Platz (Silber)                                           |
|       | 3. Platz (Bronze)                                           |

| Abschlusstabelle Gruppe A | Abschlusstabelle Gruppe A | Abschlusstabelle Gruppe A | Abschlusstabelle Gruppe A | Abschlusstabelle Gruppe A | Abschlusstabelle Gruppe A | Abschlusstabelle Gruppe A | Abschlusstabelle Gruppe A | Abschlusstabelle Gruppe A |
| Platz                     | Name                      | MP                        | Pkte                      | Aufn.                     | GD                        | BED                       | HS                        |                           |
| ------------------------- | ------------------------- | ------------------------- | ------------------------- | ------------------------- | ------------------------- | ------------------------- | ------------------------- | ------------------------- |
| 1                         | Loukas Sideras            | 4:0                       | 400                       | 37                        | 10,81                     | 12,50                     | 32                        |                           |
| 2                         | Panos Koutros             | 2:2                       | 392                       | 42                        | 9,33                      | 9,52                      | 59                        |                           |
| 3                         | Panagiotis Spiliopoulos   | 0:4                       | 279                       | 37                        | 7,54                      | –                         | 32                        |                           |

| Abschlusstabelle Gruppe B | Abschlusstabelle Gruppe B | Abschlusstabelle Gruppe B | Abschlusstabelle Gruppe B | Abschlusstabelle Gruppe B | Abschlusstabelle Gruppe B | Abschlusstabelle Gruppe B | Abschlusstabelle Gruppe B | Abschlusstabelle Gruppe B |
| Platz                     | Name                      | MP                        | Pkte                      | Aufn.                     | GD                        | BED                       | HS                        |                           |
| ------------------------- | ------------------------- | ------------------------- | ------------------------- | ------------------------- | ------------------------- | ------------------------- | ------------------------- | ------------------------- |
| 1                         | Xristos Argiriou          | 4:0                       | 400                       | 51                        | 7,84                      | 8,00                      | 39                        |                           |
| 2                         | Kostas Kabouras           | 2:2                       | 363                       | 66                        | 5,50                      | 5,00                      | 35                        |                           |
| 3                         | Stefanos Eleftheriadis    | 0:4                       | 265                       | 65                        | 4,07                      | –                         | 18                        |                           |

| Abschlusstabelle Gruppe C | Abschlusstabelle Gruppe C | Abschlusstabelle Gruppe C | Abschlusstabelle Gruppe C | Abschlusstabelle Gruppe C | Abschlusstabelle Gruppe C | Abschlusstabelle Gruppe C | Abschlusstabelle Gruppe C | Abschlusstabelle Gruppe C |
| Platz                     | Name                      | MP                        | Pkte                      | Aufn.                     | GD                        | BED                       | HS                        |                           |
| ------------------------- | ------------------------- | ------------------------- | ------------------------- | ------------------------- | ------------------------- | ------------------------- | ------------------------- | ------------------------- |
| 1                         | Xaris Kondilis            | 4:0                       | 400                       | 62                        | 6,45                      | 6,89                      | 71                        |                           |
| 2                         | Xristos Xristopoulos      | 2:2                       | 330                       | 63                        | 5,23                      | 5,88                      | 23                        |                           |
| 3                         | Georgios Brazitikos       | 0:4                       | 178                       | 67                        | 2,65                      | –                         | 29                        |                           |

| Abschlusstabelle Gruppe D | Abschlusstabelle Gruppe D | Abschlusstabelle Gruppe D | Abschlusstabelle Gruppe D | Abschlusstabelle Gruppe D | Abschlusstabelle Gruppe D | Abschlusstabelle Gruppe D | Abschlusstabelle Gruppe D | Abschlusstabelle Gruppe D |
| Platz                     | Name                      | MP                        | Pkte                      | Aufn.                     | GD                        | BED                       | HS                        |                           |
| ------------------------- | ------------------------- | ------------------------- | ------------------------- | ------------------------- | ------------------------- | ------------------------- | ------------------------- | ------------------------- |
| 1                         | George Liandos            | 2:2                       | 370                       | 42                        | 8,80                      | 10,00                     | 39                        |                           |
| 2                         | Panagiotis Kaldis         | 2:2                       | 328                       | 42                        | 7,80                      | 9,09                      | 34                        |                           |

| Abschlusstabelle Gruppe E | Abschlusstabelle Gruppe E | Abschlusstabelle Gruppe E | Abschlusstabelle Gruppe E | Abschlusstabelle Gruppe E | Abschlusstabelle Gruppe E | Abschlusstabelle Gruppe E | Abschlusstabelle Gruppe E | Abschlusstabelle Gruppe E |
| Platz                     | Name                      | MP                        | Pkte                      | Aufn.                     | GD                        | BED                       | HS                        |                           |
| ------------------------- | ------------------------- | ------------------------- | ------------------------- | ------------------------- | ------------------------- | ------------------------- | ------------------------- | ------------------------- |
| 1                         | Thodoris Zappas           | 4:0                       | 400                       | 60                        | 6,66                      | 8,33                      | 50                        |                           |
| 2                         | Rizos Kalomoiris          | 0:4                       | 166                       | 60                        | 2,76                      | –                         | 13                        |                           |

### Haupt-Qualifikation
| 1 | Alejandro Gil  | 4:0 | 400 | 22 | 18,18 | 40,00 | 157 |
| 2 | Loukas Sideras | 2:2 | 342 | 45 | 7,60  | 7,14  | 33  |
| 3 | Filippos Karai | 0:4 | 150 | 33 | 4,54  | –     | 19  |

| 1 | Xristos Argiriou | 2:2 | 333 | 46 | 07,23 | 10,00 | 58 |
| 2 | Udo Mielke       | 2:2 | 358 | 57 | 06,28 | 5,40  | 39 |
| 3 | George Gratsias  | 2:2 | 378 | 63 | 06,00 | 7,69  | 37 |

| 1 | Arnd Riedel        | 4:0 | 400 | 16 | 25,00 | 50,00 | 96 |
| 2 | Nikos Chatzipavlis | 2:2 | 361 | 33 | 10,93 | 9,52  | 62 |
| 3 | Thodoris Zappas    | 0:4 | 198 | 25 | 7,92  | –     | 60 |

| 1 | Thanasis Mantelis | 4:0 | 400 | 52 | 07,69 | 09,09 | 64 |
| 2 | Xaris Kondilis    | 2:2 | 327 | 47 | 06,95 | 08,00 | 52 |
| 3 | Philipp Juede     | 0:4 | 154 | 55 | 02,80 | –     | 14 |

| 1 | George Liandos | 4:0 | 400 | 33 | 12,12 | 15,38 | 72 |
| 2 | Ronny Mathysen | 2:2 | 393 | 34 | 11,55 | 14,28 | 73 |
| 3 | José Nadal     | 0:4 | 180 | 27 | 6,66  | –     | 22 |

| 1 | Patrick Dupont | 4:0 | 400 | 14 | 28,57 | 40,00 | 118 |
| 2 | Panos Koutros  | 2:2 | 280 | 22 | 12,72 | 15,38 | 40  |
| 3 | Carlos Tuset   | 0:4 | 250 | 18 | 13,88 | –     | 83  |

| 1 | Francisco Fortiana | 4:0 | 400 | 12 | 33,33 | 50,00 | 171 |
| 2 | Pavel Böhm         | 2:2 | 353 | 19 | 18,57 | 13,33 | 142 |
| 3 | Panagiotis Kaldis  | 0:4 | 172 | 23 | 7,47  | –     | 41  |

## Hauptturnier

### Gruppenphase
| Abschlusstabelle Gruppe A | Abschlusstabelle Gruppe A | Abschlusstabelle Gruppe A | Abschlusstabelle Gruppe A | Abschlusstabelle Gruppe A | Abschlusstabelle Gruppe A | Abschlusstabelle Gruppe A | Abschlusstabelle Gruppe A |
| Platz                     | Name                      | MP                        | Pkt.                      | Aufn.                     | GD                        | BED                       | HS                        |
| ------------------------- | ------------------------- | ------------------------- | ------------------------- | ------------------------- | ------------------------- | ------------------------- | ------------------------- |
| 1                         | Raymund Swertz            | 4:2                       | 700                       | 9                         | 77,77                     | 125,00                    | 234                       |
| 2                         | Pierre Soumagne           | 4:2                       | 507                       | 9                         | 56,33                     | 83,33                     | 215                       |
| 3                         | Janis Ziogas              | 4:2                       | 639                       | 16                        | 39,93                     | 125,00                    | 211                       |
| 4                         | Xristos Argiriou          | 0:6                       | 79                        | 16                        | 4,93                      | –                         | 18                        |

| Abschlusstabelle Gruppe B | Abschlusstabelle Gruppe B | Abschlusstabelle Gruppe B | Abschlusstabelle Gruppe B | Abschlusstabelle Gruppe B | Abschlusstabelle Gruppe B | Abschlusstabelle Gruppe B | Abschlusstabelle Gruppe B |
| Platz                     | Name                      | MP                        | Pkt.                      | Aufn.                     | GD                        | BED                       | HS                        |
| ------------------------- | ------------------------- | ------------------------- | ------------------------- | ------------------------- | ------------------------- | ------------------------- | ------------------------- |
| 1                         | Patrick Niessen           | 4:2                       | 721                       | 10                        | 72,10                     | 83,33                     | 250                       |
| 2                         | Peter Volleberg           | 4:2                       | 672                       | 14                        | 48,00                     | 83,33                     | 161                       |
| 3                         | David Jacquet             | 4:2                       | 658                       | 15                        | 43,86                     | 83,33                     | 184                       |
| 4                         | Thanasis Mantelis         | 0:6                       | 74                        | 11                        | 6,72                      | –                         | 22                        |

| Abschlusstabelle Gruppe C | Abschlusstabelle Gruppe C | Abschlusstabelle Gruppe C | Abschlusstabelle Gruppe C | Abschlusstabelle Gruppe C | Abschlusstabelle Gruppe C | Abschlusstabelle Gruppe C | Abschlusstabelle Gruppe C |
| Platz                     | Name                      | MP                        | Pkt.                      | Aufn.                     | GD                        | BED                       | HS                        |
| ------------------------- | ------------------------- | ------------------------- | ------------------------- | ------------------------- | ------------------------- | ------------------------- | ------------------------- |
| 1                         | Willy Gerimont            | 6:0                       | 750                       | 11                        | 68,18                     | 125,00                    | 226                       |
| 2                         | Esteve Mata               | 4:2                       | 534                       | 6                         | 89,00                     | 250,00                    | 250                       |
| 3                         | Carsten Lässig            | 2:4                       | 348                       | 12                        | 29,00                     | 50,00                     | 130                       |
| 4                         | George Liandos            | 0:6                       | 25                        | 11                        | 2,72                      | –                         | 11                        |

| Abschlusstabelle Gruppe D | Abschlusstabelle Gruppe D | Abschlusstabelle Gruppe D | Abschlusstabelle Gruppe D | Abschlusstabelle Gruppe D | Abschlusstabelle Gruppe D | Abschlusstabelle Gruppe D | Abschlusstabelle Gruppe D |
| Platz                     | Name                      | MP                        | Pkt.                      | Aufn.                     | GD                        | BED                       | HS                        |
| ------------------------- | ------------------------- | ------------------------- | ------------------------- | ------------------------- | ------------------------- | ------------------------- | ------------------------- |
| 1                         | Raúl Cuenca               | 6:0                       | 750                       | 9                         | 83,33                     | 125,00                    | 178                       |
| 2                         | Arnim Kahofer             | 4:2                       | 659                       | 9                         | 73,22                     | 250,00                    | 250                       |
| 3                         | Xavier Gretillat          | 2:4                       | 609                       | 13                        | 46,84                     | 35,71                     | 166                       |
| 4                         | Alejandro Gil             | 0:6                       | 190                       | 11                        | 17,27                     | –                         | 41                        |

| Abschlusstabelle Gruppe E | Abschlusstabelle Gruppe E | Abschlusstabelle Gruppe E | Abschlusstabelle Gruppe E | Abschlusstabelle Gruppe E | Abschlusstabelle Gruppe E | Abschlusstabelle Gruppe E | Abschlusstabelle Gruppe E |
| Platz                     | Name                      | MP                        | Pkt.                      | Aufn.                     | GD                        | BED                       | HS                        |
| ------------------------- | ------------------------- | ------------------------- | ------------------------- | ------------------------- | ------------------------- | ------------------------- | ------------------------- |
| 1                         | Jean Francois Florent     | 6:0                       | 750                       | 10                        | 75,00                     | 83,33                     | 212                       |
| 2                         | Marek Faus                | 4:2                       | 540                       | 17                        | 31,76                     | 50,00                     | 84                        |
| 3                         | Rafael Garcia             | 2:4                       | 496                       | 19                        | 26,10                     | 31,25                     | 153                       |
| 4                         | Arnd Riedel               | 0:6                       | 104                       | 16                        | 6,50                      | –                         | 26                        |

| Abschlusstabelle Gruppe F | Abschlusstabelle Gruppe F | Abschlusstabelle Gruppe F | Abschlusstabelle Gruppe F | Abschlusstabelle Gruppe F | Abschlusstabelle Gruppe F | Abschlusstabelle Gruppe F | Abschlusstabelle Gruppe F |
| Platz                     | Name                      | MP                        | Pkt.                      | Aufn.                     | GD                        | BED                       | HS                        |
| ------------------------- | ------------------------- | ------------------------- | ------------------------- | ------------------------- | ------------------------- | ------------------------- | ------------------------- |
| 1                         | Thomas Nockemann          | 6:0                       | 750                       | 14                        | 53,57                     | 62,50                     | 173                       |
| 2                         | Patrick Dupont            | 3:3                       | 675                       | 13                        | 51,92                     | 125,00                    | 205                       |
| 3                         | Brahim Djoubri            | 3:3                       | 625                       | 15                        | 41,66                     | 50,00                     | 127                       |
| 4                         | Salvador Ortells          | 0:6                       | 106                       | 12                        | 8,83                      | –                         | 34                        |

| Abschlusstabelle Gruppe G | Abschlusstabelle Gruppe G | Abschlusstabelle Gruppe G | Abschlusstabelle Gruppe G | Abschlusstabelle Gruppe G | Abschlusstabelle Gruppe G | Abschlusstabelle Gruppe G | Abschlusstabelle Gruppe G |
| Platz                     | Name                      | MP                        | Pkt.                      | Aufn.                     | GD                        | BED                       | HS                        |
| ------------------------- | ------------------------- | ------------------------- | ------------------------- | ------------------------- | ------------------------- | ------------------------- | ------------------------- |
| 1                         | Henri Tilleman            | 6:0                       | 750                       | 9                         | 83,33                     | 250,00                    | 250                       |
| 2                         | Johann Petit              | 4:2                       | 573                       | 14                        | 40,92                     | 83,33                     | 183                       |
| 3                         | Francisco Fortiana        | 2:4                       | 296                       | 15                        | 19,73                     | 27,77                     | 102                       |
| 4                         | George Thalassinos        | 0:6                       | 318                       | 16                        | 19,87                     | –                         | 106                       |

| Abschlusstabelle Gruppe H | Abschlusstabelle Gruppe H | Abschlusstabelle Gruppe H | Abschlusstabelle Gruppe H | Abschlusstabelle Gruppe H | Abschlusstabelle Gruppe H | Abschlusstabelle Gruppe H | Abschlusstabelle Gruppe H |
| Platz                     | Name                      | MP                        | Pkt.                      | Aufn.                     | GD                        | BED                       | HS                        |
| ------------------------- | ------------------------- | ------------------------- | ------------------------- | ------------------------- | ------------------------- | ------------------------- | ------------------------- |
| 1                         | Sven Daske                | 6:0                       | 750                       | 16                        | 46,87                     | 83,33                     | 242                       |
| 2                         | Laurent Guénet            | 4:2                       | 601                       | 17                        | 35,35                     | 50,00                     | 172                       |
| 3                         | Nikos Chatzipavlis        | 2:4                       | 427                       | 25                        | 17,08                     | 31,25                     | 93                        |
| 4                         | Gerhard Huber             | 0:6                       | 316                       | 18                        | 17,55                     | –                         | 55                        |

### KO-Phase
|  | Achtelfinale          | Achtelfinale | Achtelfinale | Achtelfinale | Achtelfinale | Achtelfinale |                  |                 | Viertelfinale | Viertelfinale | Viertelfinale | Viertelfinale | Viertelfinale | Viertelfinale |      |       | Halbfinale | Halbfinale | Halbfinale | Halbfinale | Halbfinale | Halbfinale |  |  | Finale | Finale | Finale | Finale | Finale | Finale |
|  |                       |              |              |              |              |              |                  |                 |               |               |               |               |               |               |      |       |            |            |            |            |            |            |  |  |        |        |        |        |        |        |
|  |                       | MP           | Pkt.         | Aufn.        | ED           | HS           |                  |                 |               |               |               |               |               |               |      |       |            |            |            |            |            |            |  |  |        |        |        |        |        |        |
|  |                       | MP           | Pkt.         | Aufn.        | ED           | HS           |                  |                 |               |               |               |               |               |               |      |       |            |            |            |            |            |            |  |  |        |        |        |        |        |        |
|  | Henri Tilleman        | 2            | 300          | 3            | 100,00       | 172          |                  |                 |               |               |               |               |               |               |      |       |            |            |            |            |            |            |  |  |        |        |        |        |        |        |
|  | Henri Tilleman        | 2            | 300          | 3            | 100,00       | 172          |                  | MP              | Pkt.          | Aufn.         | ED            | HS            |               |               |      |       |            |            |            |            |            |            |  |  |        |        |        |        |        |        |
|  | Patrick Dupont        | 0            | 52           | 3            | 17,33        | 52           |                  | MP              | Pkt.          | Aufn.         | ED            | HS            |               |               |      |       |            |            |            |            |            |            |  |  |        |        |        |        |        |        |
|  | Patrick Dupont        | 0            | 52           | 3            | 17,33        | 52           | Henri Tilleman   | 2               | 300           | 2             | 150,00        | 259           |               |               |      |       |            |            |            |            |            |            |  |  |        |        |        |        |        |        |
|  |                       | MP           | Pkt.         | Aufn.        | ED           | HS           | Henri Tilleman   | 2               | 300           | 2             | 150,00        | 259           |               |               |      |       |            |            |            |            |            |            |  |  |        |        |        |        |        |        |
|  |                       | MP           | Pkt.         | Aufn.        | ED           | HS           |                  | Marek Faus      | 0             | 262           | 2             | 131,00        | 257           |               |      |       |            |            |            |            |            |            |  |  |        |        |        |        |        |        |
|  | Raúl Cuenca           | 0            | 248          | 6            | 41,33        | 96           |                  | Marek Faus      | 0             | 262           | 2             | 131,00        | 257           |               |      |       |            |            |            |            |            |            |  |  |        |        |        |        |        |        |
|  | Raúl Cuenca           | 0            | 248          | 6            | 41,33        | 96           |                  |                 |               |               |               |               |               | MP            | Pkt. | Aufn. | ED         | HS         |            |            |            |            |  |  |        |        |        |        |        |        |
|  | Marek Faus            | 2            | 300          | 6            | 50,00        | 117          |                  |                 |               |               |               |               |               | MP            | Pkt. | Aufn. | ED         | HS         |            |            |            |            |  |  |        |        |        |        |        |        |
|  | Marek Faus            | 2            | 300          | 6            | 50,00        | 117          | Henri Tilleman   | 0               | 0             | 1             | 0,00          | 0             |               |               |      |       |            |            |            |            |            |            |  |  |        |        |        |        |        |        |
|  |                       | MP           | Pkt.         | Aufn.        | ED           | HS           | Henri Tilleman   | 0               | 0             | 1             | 0,00          | 0             |               |               |      |       |            |            |            |            |            |            |  |  |        |        |        |        |        |        |
|  |                       | MP           | Pkt.         | Aufn.        | ED           | HS           |                  | Pierre Soumagne | 2             | 300           | 1             | 300,00        | 300           |               |      |       |            |            |            |            |            |            |  |  |        |        |        |        |        |        |
|  | Thomas Nockemann      | 2            | 300*1        | 3            | 100,00       | 242          |                  | Pierre Soumagne | 2             | 300           | 1             | 300,00        | 300           |               |      |       |            |            |            |            |            |            |  |  |        |        |        |        |        |        |
|  | Thomas Nockemann      | 2            | 300*1        | 3            | 100,00       | 242          |                  | MP              | Pkt.          | Aufn.         | ED            | HS            |               |               |      |       |            |            |            |            |            |            |  |  |        |        |        |        |        |        |
|  | Peter Volleberg       | 0            | 300          | 3            | 100,00       | 136          |                  | MP              | Pkt.          | Aufn.         | ED            | HS            |               |               |      |       |            |            |            |            |            |            |  |  |        |        |        |        |        |        |
|  | Peter Volleberg       | 0            | 300          | 3            | 100,00       | 136          | Thomas Nockemann | 0               | 6             | 2             | 3,00          | 6             |               |               |      |       |            |            |            |            |            |            |  |  |        |        |        |        |        |        |
|  |                       | MP           | Pkt.         | Aufn.        | ED           | HS           | Thomas Nockemann | 0               | 6             | 2             | 3,00          | 6             |               |               |      |       |            |            |            |            |            |            |  |  |        |        |        |        |        |        |
|  |                       | MP           | Pkt.         | Aufn.        | ED           | HS           |                  | Pierre Soumagne | 2             | 300           | 2             | 150,00        | 292           |               |      |       |            |            |            |            |            |            |  |  |        |        |        |        |        |        |
|  | Sven Daske            | 0            | 218          | 8            | 27,25        | 137          |                  | Pierre Soumagne | 2             | 300           | 2             | 150,00        | 292           |               |      |       |            |            |            |            |            |            |  |  |        |        |        |        |        |        |
|  | Sven Daske            | 0            | 218          | 8            | 27,25        | 137          |                  |                 |               |               |               |               |               |               | MP   | Pkt.  | Aufn.      | ED         | HS         |            |            |            |  |  |        |        |        |        |        |        |
|  | Pierre Soumagne       | 2            | 300          | 8            | 37,50        | 114          |                  |                 |               |               |               |               |               |               | MP   | Pkt.  | Aufn.      | ED         | HS         |            |            |            |  |  |        |        |        |        |        |        |
|  | Pierre Soumagne       | 2            | 300          | 8            | 37,50        | 114          | Pierre Soumagne  | 2               | 300(30)       | 4             | 75,00         | 238           |               |               |      |       |            |            |            |            |            |            |  |  |        |        |        |        |        |        |
|  |                       | MP           | Pkt.         | Aufn.        | ED           | HS           | Pierre Soumagne  | 2               | 300(30)       | 4             | 75,00         | 238           |               |               |      |       |            |            |            |            |            |            |  |  |        |        |        |        |        |        |
|  |                       | MP           | Pkt.         | Aufn.        | ED           | HS           |                  | Arnim Kahofer   | 0             | 300(0)        | 4             | 75,00         | 89            |               |      |       |            |            |            |            |            |            |  |  |        |        |        |        |        |        |
|  | Jean Francois Florent | 0            | 136          | 5            | 27,20        | 73           |                  | Arnim Kahofer   | 0             | 300(0)        | 4             | 75,00         | 89            |               |      |       |            |            |            |            |            |            |  |  |        |        |        |        |        |        |
|  | Jean Francois Florent | 0            | 136          | 5            | 27,20        | 73           |                  | MP              | Pkt.          | Aufn.         | ED            | HS            |               |               |      |       |            |            |            |            |            |            |  |  |        |        |        |        |        |        |
|  | Laurent Guénet        | 2            | 300          | 5            | 60,00        | 137          |                  | MP              | Pkt.          | Aufn.         | ED            | HS            |               |               |      |       |            |            |            |            |            |            |  |  |        |        |        |        |        |        |
|  | Laurent Guénet        | 2            | 300          | 5            | 60,00        | 137          | Laurent Guénet   | 0               | 176           | 2             | 88,00         | 170           |               |               |      |       |            |            |            |            |            |            |  |  |        |        |        |        |        |        |
|  |                       | MP           | Pkt.         | Aufn.        | ED           | HS           | Laurent Guénet   | 0               | 176           | 2             | 88,00         | 170           |               |               |      |       |            |            |            |            |            |            |  |  |        |        |        |        |        |        |
|  |                       | MP           | Pkt.         | Aufn.        | ED           | HS           |                  | Arnim Kahofer   | 2             | 300           | 2             | 150,00        | 298           |               |      |       |            |            |            |            |            |            |  |  |        |        |        |        |        |        |
|  | Raymund Swertz        | 0            | 273          | 4            | 68,25        | 165          |                  | Arnim Kahofer   | 2             | 300           | 2             | 150,00        | 298           |               |      |       |            |            |            |            |            |            |  |  |        |        |        |        |        |        |
|  | Raymund Swertz        | 0            | 273          | 4            | 68,25        | 165          |                  |                 |               |               |               |               |               | MP            | Pkt. | Aufn. | ED         | HS         |            |            |            |            |  |  |        |        |        |        |        |        |
|  | Arnim Kahofer         | 2            | 300          | 4            | 75,00        | 204          |                  |                 |               |               |               |               |               | MP            | Pkt. | Aufn. | ED         | HS         |            |            |            |            |  |  |        |        |        |        |        |        |
|  | Arnim Kahofer         | 2            | 300          | 4            | 75,00        | 204          | Arnim Kahofer    | 2               | 300           | 2             | 150,00        | 231           |               |               |      |       |            |            |            |            |            |            |  |  |        |        |        |        |        |        |
|  |                       | MP           | Pkt.         | Aufn.        | ED           | HS           | Arnim Kahofer    | 2               | 300           | 2             | 150,00        | 231           |               |               |      |       |            |            |            |            |            |            |  |  |        |        |        |        |        |        |
|  |                       | MP           | Pkt.         | Aufn.        | ED           | HS           |                  | Esteve Mata     | 0             | 155           | 2             | 77,50         | 136           |               |      |       |            |            |            |            |            |            |  |  |        |        |        |        |        |        |
|  | Willy Gerimont        | 2            | 300          | 10           | 30,00        | 218          |                  | Esteve Mata     | 0             | 155           | 2             | 77,50         | 136           |               |      |       |            |            |            |            |            |            |  |  |        |        |        |        |        |        |
|  | Willy Gerimont        | 2            | 300          | 10           | 30,00        | 218          |                  | MP              | Pkt.          | Aufn.         | ED            | HS            |               |               |      |       |            |            |            |            |            |            |  |  |        |        |        |        |        |        |
|  | Johann Petit          | 0            | 268          | 10           | 26,80        | 53           |                  | MP              | Pkt.          | Aufn.         | ED            | HS            |               |               |      |       |            |            |            |            |            |            |  |  |        |        |        |        |        |        |
|  | Johann Petit          | 0            | 268          | 10           | 26,80        | 53           | Willy Gerimont   | 0               | 121           | 4             | 30,25         | 103           |               |               |      |       |            |            |            |            |            |            |  |  |        |        |        |        |        |        |
|  |                       | MP           | Pkt.         | Aufn.        | ED           | HS           | Willy Gerimont   | 0               | 121           | 4             | 30,25         | 103           |               |               |      |       |            |            |            |            |            |            |  |  |        |        |        |        |        |        |
|  |                       | MP           | Pkt.         | Aufn.        | ED           | HS           |                  | Esteve Mata     | 2             | 300           | 4             | 75,00         | 144           |               |      |       |            |            |            |            |            |            |  |  |        |        |        |        |        |        |
|  | Patrick Niessen       | 0            | 86           | 2            | 43,00        | 65           |                  | Esteve Mata     | 2             | 300           | 4             | 75,00         | 144           |               |      |       |            |            |            |            |            |            |  |  |        |        |        |        |        |        |
|  | Patrick Niessen       | 0            | 86           | 2            | 43,00        | 65           |                  |                 |               |               |               |               |               |               |      |       |            |            |            |            |            |            |  |  |        |        |        |        |        |        |
|  | Esteve Mata           | 2            | 300          | 2            | 150,00       | 196          |                  |                 |               |               |               |               |               |               |      |       |            |            |            |            |            |            |  |  |        |        |        |        |        |        |
|  | Esteve Mata           | 2            | 300          | 2            | 150,00       | 196          |                  |                 |               |               |               |               |               |               |      |       |            |            |            |            |            |            |  |  |        |        |        |        |        |        |

Anmerkung
- *1 Die Verlängerung Nockemann gegen Volleberg endete: 30:30; 30:30; 30:30; 30:30 und in der fünften Verlängerung 30:0

## Abschlusstabelle
| MP    | Match Points (Sieger = 2; Unentschieden = 1; Verlierer = 0) |
| Pkte. | Erzielte Karambolagen                                       |
| Aufn. | Benötigte Versuche                                          |
| GD    | Generaldurchschnitt                                         |
| BED   | Bester Einzeldurchschnitt eines Spielers                    |
| HS    | Höchstserie                                                 |
|       | Bester GD des Turniers                                      |
|       | Bester ED des Turniers                                      |
|       | Beste HS des Turniers                                       |
|       | 1. Platz (Gold)                                             |
|       | 2. Platz (Silber)                                           |
|       | 3. Platz (Bronze)                                           |

| Phase                                | Platz | Name                  | MP   | Pkt. | Aufn. | GD    | BED    | HS  |
| ------------------------------------ | ----- | --------------------- | ---- | ---- | ----- | ----- | ------ | --- |
| Finale                               | 1     | Pierre Soumagne       | 12:2 | 1707 | 24    | 71,12 | 300,00 | 300 |
| Finale                               | 2     | Arnim Kahofer         | 10:4 | 1859 | 21    | 88,52 | 250,00 | 298 |
| Halb- finale                         | 3     | Henri Tilleman        | 10:2 | 1350 | 15    | 90,00 | 250,00 | 259 |
| Halb- finale                         | 3     | Esteve Mata           | 8:4  | 1289 | 42    | 92,07 | 250,00 | 250 |
| Viertel- finale                      | 5     | Thomas Nockemann      | 8:2  | 1056 | 19    | 55,57 | 100,00 | 242 |
| Viertel- finale                      | 6     | Willy Gerimont        | 8:2  | 1171 | 25    | 46,84 | 125,00 | 226 |
| Viertel- finale                      | 7     | Laurent Guénet        | 6:4  | 1077 | 24    | 44,87 | 30,00  | 172 |
| Viertel- finale                      | 8     | Marek Faus            | 6:4  | 1102 | 25    | 44,08 | 50,00  | 257 |
| Achtel- finale                       | 9     | Raúl Cuenca           | 6:2  | 998  | 15    | 66,53 | 125,00 | 178 |
| Achtel- finale                       | 10    | Jean Francois Florent | 6:2  | 886  | 15    | 59,06 | 83,33  | 212 |
| Achtel- finale                       | 11    | Sven Daske            | 6:2  | 968  | 24    | 40,33 | 83,33  | 242 |
| Achtel- finale                       | 12    | Raymund Swertz        | 4:4  | 973  | 13    | 74,48 | 125,00 | 234 |
| Achtel- finale                       | 13    | Patrick Niessen       | 4:4  | 807  | 12    | 67,25 | 83,33  | 250 |
| Achtel- finale                       | 14    | Peter Volleberg       | 4:4  | 972  | 17    | 57,17 | 83,33  | 161 |
| Achtel- finale                       | 15    | Johann Petit          | 4:4  | 841  | 24    | 35,04 | 83,33  | 183 |
| Achtel- finale                       | 16    | Patrick Dupont        | 3:5  | 727  | 16    | 45,43 | 125,00 | 205 |
| Gruppen- phase                       | 17    | David Jacquet         | 4:2  | 658  | 15    | 43,86 | 83,33  | 184 |
| Gruppen- phase                       | 18    | Janis Ziogas          | 4:2  | 639  | 16    | 39,93 | 125,00 | 211 |
| Gruppen- phase                       | 19    | Brahim Djoubri        | 3:3  | 625  | 15    | 41,66 | 50,00  | 127 |
| Gruppen- phase                       | 20    | Xavier Gretillat      | 2:4  | 609  | 13    | 46,84 | 35,71  | 166 |
| Gruppen- phase                       | 21    | Carsten Lässig        | 2:4  | 348  | 12    | 29,00 | 50,00  | 130 |
| Gruppen- phase                       | 22    | Rafael Garcia         | 2:4  | 496  | 19    | 26,10 | 31,25  | 153 |
| Gruppen- phase                       | 23    | Francisco Fortiana    | 2:4  | 296  | 15    | 19,73 | 27,77  | 102 |
| Gruppen- phase                       | 24    | Nikos Chatzipavlis    | 2:4  | 427  | 25    | 17,08 | 31,25  | 93  |
| Gruppen- phase                       | 25    | George Thalassinos    | 0:6  | 318  | 16    | 19,87 | –      | 106 |
| Gruppen- phase                       | 26    | Gerhard Huber         | 0:6  | 316  | 18    | 17,55 | –      | 55  |
| Gruppen- phase                       | 27    | Alejandro Gil         | 0:6  | 190  | 11    | 17,27 | –      | 41  |
| Gruppen- phase                       | 28    | Salvador Ortells      | 0:6  | 106  | 12    | 8,83  | –      | 34  |
| Gruppen- phase                       | 29    | Thanasis Mantelis     | 0:6  | 74   | 11    | 6,72  | –      | 22  |
| Gruppen- phase                       | 30    | Arnd Riedel           | 0:6  | 104  | 16    | 6,50  | –      | 26  |
| Gruppen- phase                       | 31    | Xristos Argiriou      | 0:6  | 79   | 16    | 4,93  | –      | 18  |
| Gruppen- phase                       | 32    | George Liandos        | 0:6  | 25   | 11    | 2,72  | –      | 11  |
| Turnierdurchschnitt: Endrunde: 42,68 |       |                       |      |      |       |       |        |     |